# Kastanjebukig frötangara
Kastanjebukig frötangara (Sporophila angolensis) är en fågel i familjen tangaror inom ordningen tättingar. Den förekommer i Sydamerika. Beståndet anses vara livskraftigt.

## Utseende
Kastanjebukig frötangara är en finkliknande tätting med kraftig, mörk näbb. Hanen är mestadels svart, med fylligt kastanjebrunt på buken. Honan är enfärgat varmbrun.

## Utbredning och systematik
Kastanjebukig frötangara förekommer i Sydamerika. Den delas in i två underarter med följande utbredning:
- Sporophila angolensis torridus - förekommer i södra Colombia till Peru, Venezuela, Guyana och Brasilien samt Trinidad
- Sporophila angolensis angolensis - förekommer i östra Brasilien till västra Bolivia, Paraguay och nordöstligaste Argentina

### Släktestillhörighet
Fågeln placerades tidigare i släktet Oryzoborus men DNA-studier visar att det släktet är inbäddat i Sporophila.

### Familjetillhörighet
Liksom andra finkliknande tangaror placerades denna art tidigare i familjen Emberizidae. Genetiska studier visar dock att den är en del av tangarorna.

## Levnadssätt
Kastanjebukig frötangara hittas i låglänta områden, i buskiga eller gräsrika områden i skogskanter. Den ses vanligen i par, ej i flockar som de flesta andra frötangarorna, men kan slå följe med kringvandrande artblandade flockar med andra fröätande fåglar.

## Status och hot
Arten har ett stort utbredningsområde och tros öka i antal. Internationella naturvårdsunionen IUCN listar den därför som livskraftig (LC).

## Bilder

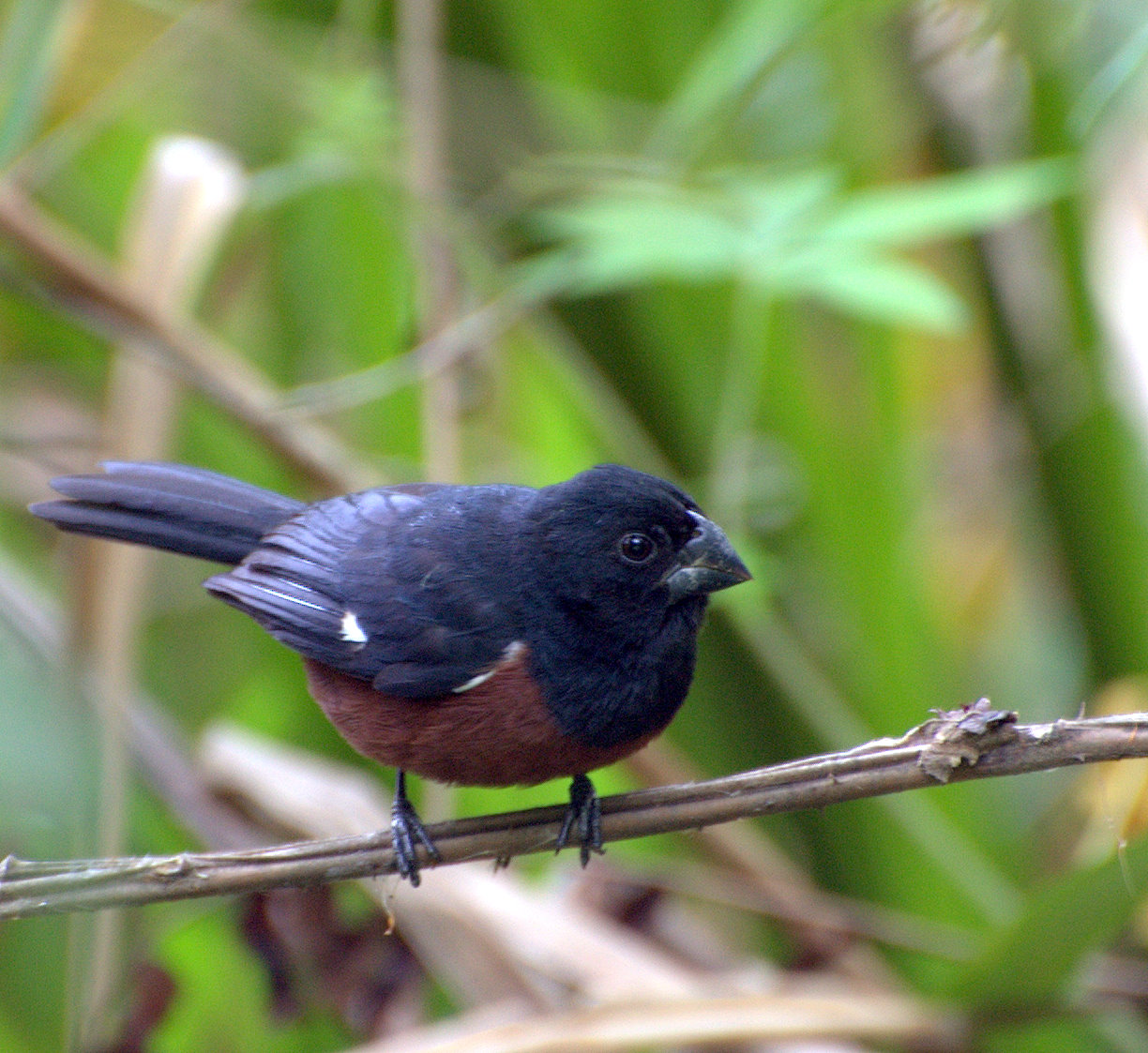
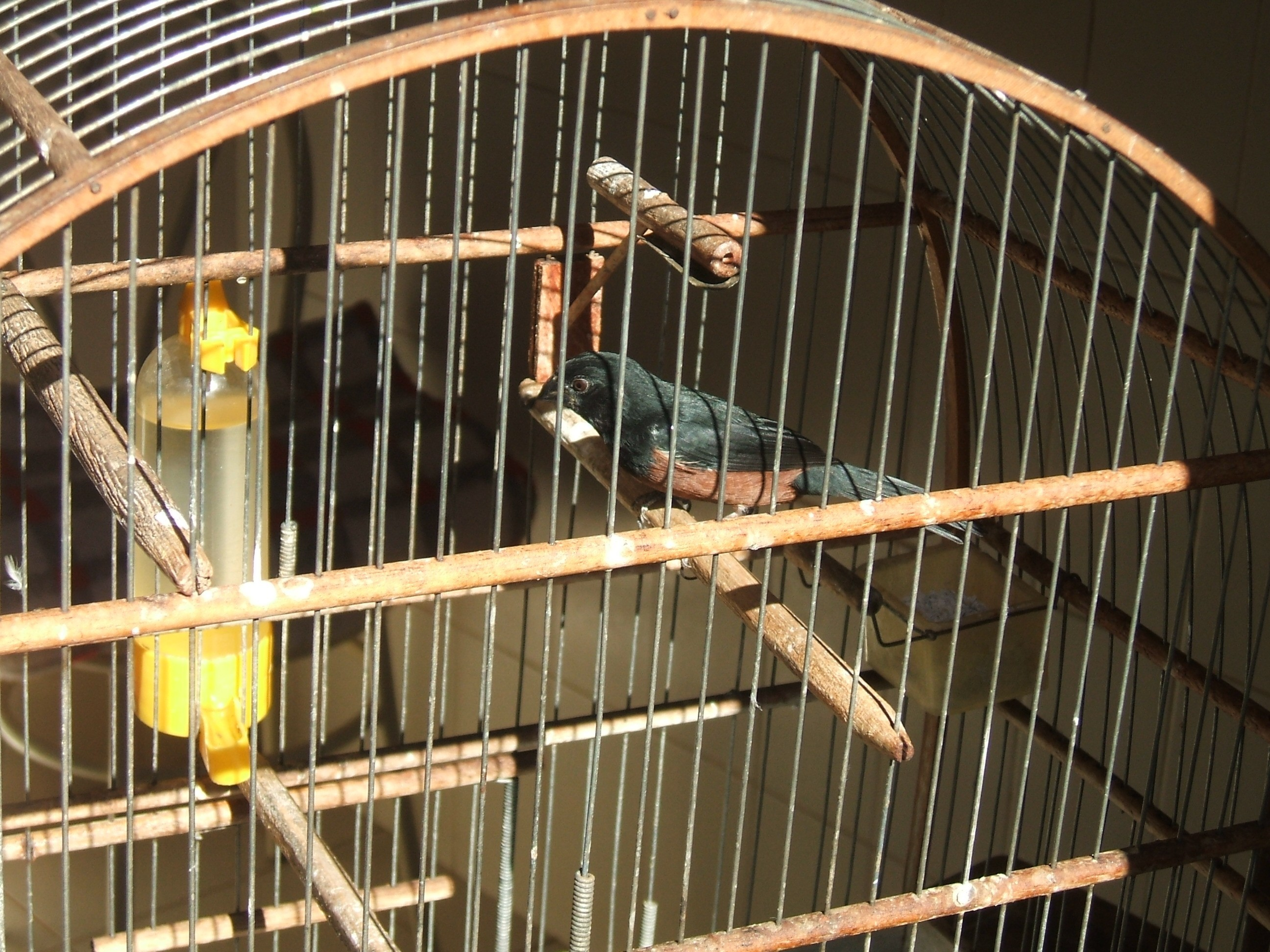
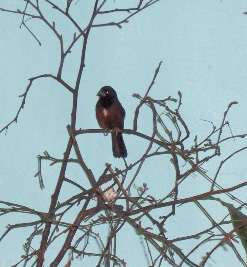
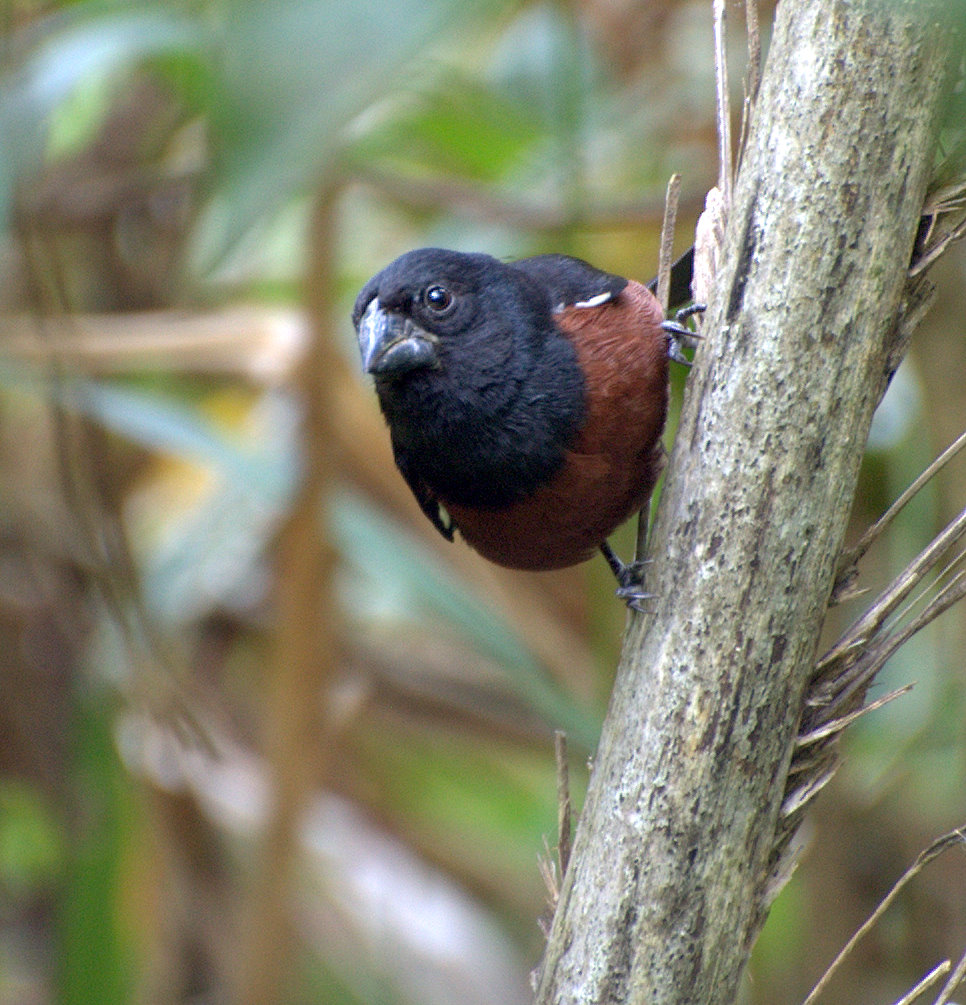